# Kunčice nad Ostravicí
Kunčice (bis 1908 Velké Kunčice, deutsch Gross Kunzendorf, polnisch Kończyce Wielkie) ist ein Ortsteil im Stadtbezirk Slezská Ostrava der Stadt Ostrava in Tschechien, am rechten, östlicher Ufer der Ostravice.

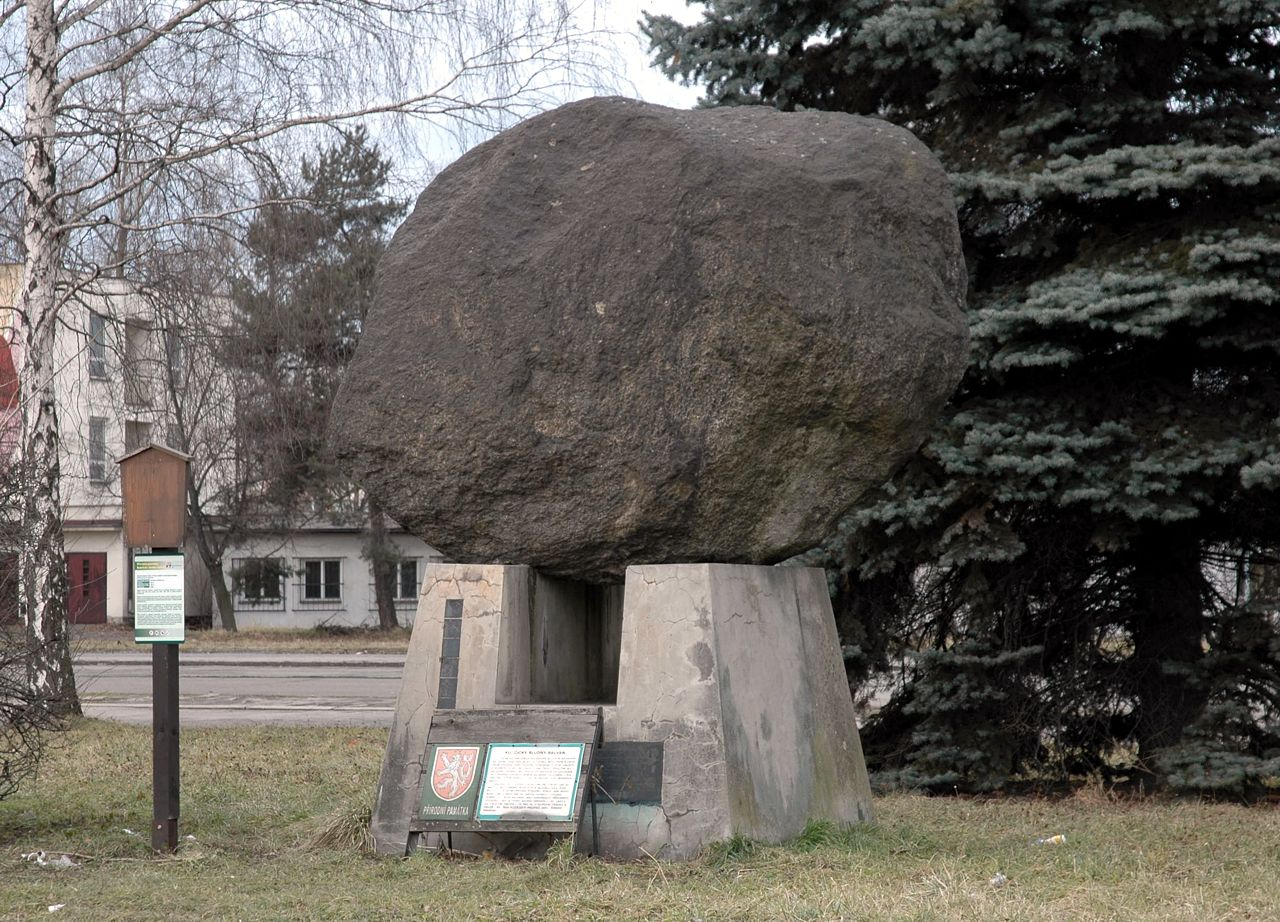
Der größte Findling in Tschechien

## Geschichte
Der Ort im 1290 gegründeten Herzogtum Teschen wurde circa 1305 im Liber fundationis episcopatus Vratislaviensis (Zehntregister des Bistums Breslau) unter ungefähr siebzig neuen Dörfern als „Item in Cunczindorf“ erstmals urkundlich erwähnt. Die Zahl der Hufe war noch nicht im Zehntregister präzisiert. Der ursprünglich deutsche Name Kunzendorf (vom Personennamen Kunze) wurde zumindest ab dem frühen 16. Jahrhundert auch unter dem patronymischen Namen mit dem westslawischen Suffix -ice erwähnt und nach der Gründung von Neu bzw. Klein Kunzendorf (Kunčičky) im späten 14. Jahrhundert auch mit dem Adjektiv Gross/Velké hinzugefügt, z. B. Welky Kunczice im Jahr 1508 (vergleiche Kończyce Wielkie und Kunčice pod Ondřejníkem).
Der erste Teschener Herzog Mieszko I. bestätigte am 2. August 1297 mit dem Olmützer Bischof Theoderich von Neuhaus die Grenze an der Ostravitza. Es wurden zwei Dokumente auf beiden Seiten ausgestellt, worin das Gebiet am rechten Ufer im Lateinischen als Polen bezeichnet wurde (super metis et terminie apud Ostraviam in minibus buno rum ducatus nostri et episcopatus Olomucensis pro eo, quod fluvius idem qui de beret metas Polonie et Moravie distingire). Die Grenze verlor an Bedeutung im Jahr 1327, als das Herzogtum Teschen unter die Oberhoheit der Krone Böhmen kam, jedoch bestand die kirchliche Grenze zwischen dem Bistum Breslau und dem Bistum Olmütz bis zum Jahr 1978 an der Ostravice.
Im Jahr 1447 wurden zwei Pfarreien namens Cunczendorff im Teschener Dekanat aufgelistet, jedoch gab es vier Ortschaften im Herzogtum mit diesem Namen, nichtsdestotrotz war es am wahrscheinlichsten die erste Erwähnung der Parochie in Gross Kunzendorf an der Ostrawitza, die früh danach die Unabhängigkeit verlor und wurde zur Filiale vom mährischsprachigen Vratimov und in den Jahren 1654–1784 von Polnisch Ostrau wurde. Zunächst war das Dorf im direkten Besitz der Teschener Herzöge, ab 1508 gehörte Welky Kunczice zu Jan Sedlnicky von Heraltice, später zu verschiedenen Besitzern, darunter zu Ewa Czelo von Czechowice, die im frühen 17. Jahrhundert an der Stelle einer älteren Befestigung ein Schloss im Renaissance-Stil baute.
In der Beschreibung Teschener Schlesiens von Reginald Kneifl im Jahr 1804 war Kuntschitz (Groß) deutsch: Groß-Kunzendorf bei Rattimow ein Dorf im Besitz des Grafen Eduard von Wimpfen im Teschner Kreis. Das Dorf hatte 76 Häuser mit 483 Einwohnern schlesisch-polnischer Mundart, was ungewöhnlich für die mährischsprachige Umgebung war und wurde später im 19. Jahrhundert konsequent als eine mährischsprachige Gemeinde beschrieben, z. B. auf der ethnographischen Karte der Österreichischen Monarchie von Karl von Czoernig-Czernhausen aus dem Jahr 1855.
Nach der Aufhebung der Patrimonialherrschaften wurde es zu einer Gemeinde in Österreichisch-Schlesien, Gerichtsbezirk Friedek, bis 1901 im Bezirk Teschen, dann im Bezirk Friedek. Zu dieser Zeit folgte die Industrialisierung in der Umgebung, aber nicht so in Gross Kunzendorf selbst. Die Zahl der Einwohner stieg bis 1869 auf 1127, dann bis 1880 auf 1286 (1242 mit Anmeldung) und 1910 auf 2460 (2417). Das Dorf blieb überwiegend von tschechischsprachigen (zwischen 96,9 % in 1890 und 90,6 % in 1900) Römisch-Katholiken (über 95 % in 1900 und 1910) bewohnt, die sich Lachen nannten, aber es gab auch 210 (8,7 %) polnisch- in 1900 und am meisten 40 (3,2 %) deutschsprachige Bewohner in 1880, einige Dutzend Protestanten und Juden.

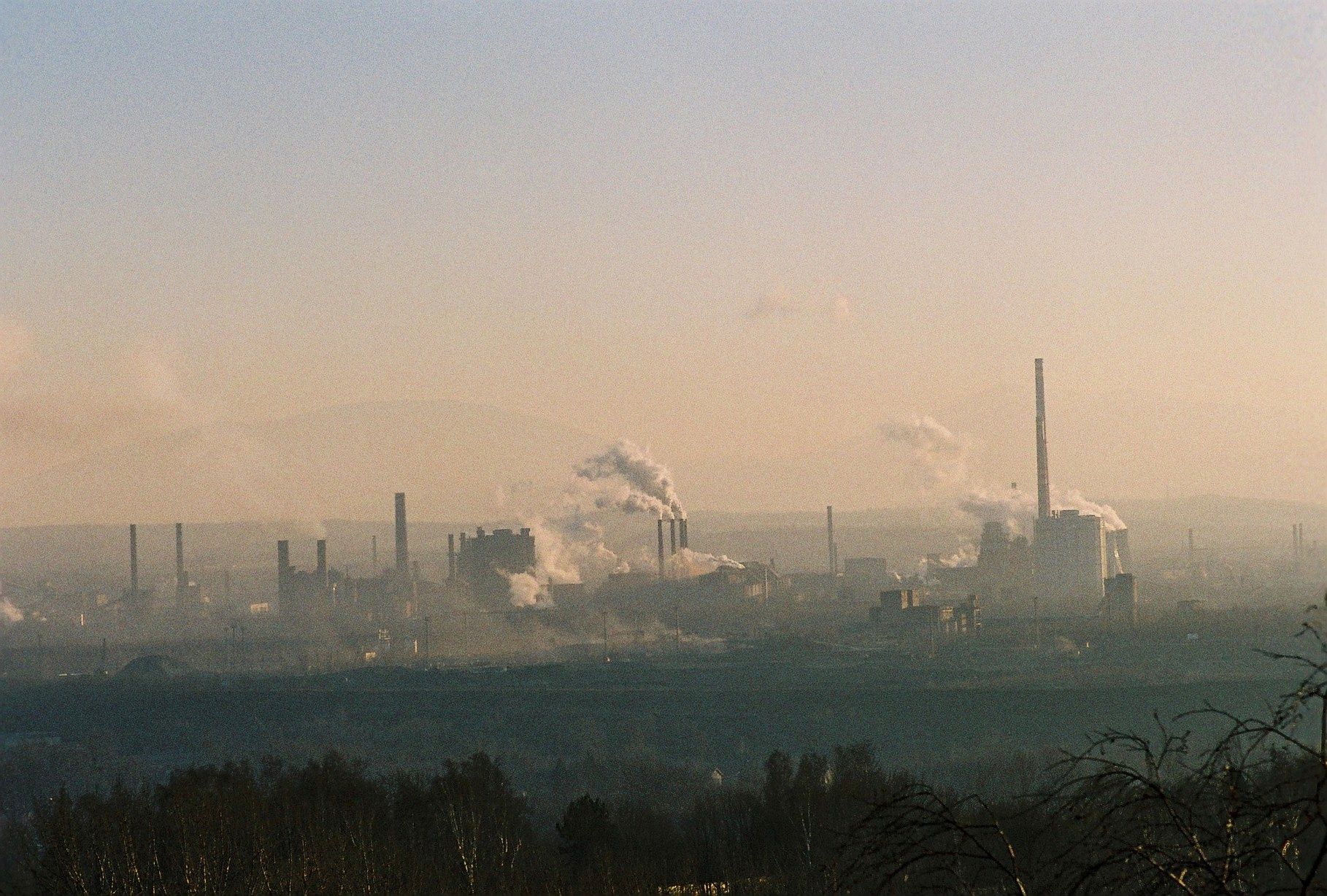
Nová huť in 2005

Nach dem Zusammenbruch Österreich-Ungarns Ende 1918 wurde Kunčice ein Teil der Tschechoslowakei. Noch im Jahr 1919 wurde die Eingemeindung an Mährisch Ostrau erwogen, um „Groß Ostrau“ zu schaffen, wurde jedoch erst am 1. Juli 1941 während der deutschen Besatzung an Ostrau eingemeindet. Im frühen 1942 begannen die Reichswerke Hermann Göring den Bau vom „Südbau“, der der Hütte in Vítkovice unterstände. Nach dem Krieg dezidierte noch die demokratische Verwaltung 1947–1948 über die Gründung der heutigen großen Nová huť (Neue Hütte), die später von Kommunisten ausgebaut wurde und prägte den Charakter des Stadtteils.